# Philip Noah Schwarz
Philip Noah Schwarz (Köln, 2001. június 4. –) német színész.

## Élete
Schwarz Pulheimban él.

## Filmjei

### Mozi
- 2017: Az a hülye szív (Dieses bescheuerte Herz, Szerep: David; rendező: Marc Rothemund)
- 2013: Im Antlitz des Bösen (Szerep: fiatal Daniel Anderson; rendező: Jasmin Lord / rövidfilm)[3]

### Televízió
- 2018: Die Inselärztin: Geheimnisse (Szerep: Oliver; rendező: Peter Stauch / Das Erste)
- 2018: Merz gegen Merz (rendező: Jan Markus Linhoff und Felix Stienz / ZDF)
- 2016: Mennyei kötelék (Herzensbrecher – Vater von vier Söhnen, epizód: Alles oder nichts; rendező: Jurij Neumann, ZDF)
- 2016: Let's talk - Ich will berühmt sein! (Dicke Luft zuhause,  3. évad, Szerep: David / Peer; rendező: Sarah Winkenstette / ZDF)
- 2016: Club der roten Bänder (2. évad, rendező: Felix Binder / VOX)
- 2015: Die Mockridges - Eine Knallerfamilie (Szerep: Pfadfinder; rendező: Martin Busker / WDR Fernsehen)

## Díjai
- 2017 Nachwuchspreis des Deutschen Filmballs - Bester Nachwuchsschauspieler (Az a hülye szív)[4]

## Fordítás
- Ez a szócikk részben vagy egészben  a   Philip Noah Schwarz című német Wikipédia-szócikk fordításán alapul.  Az eredeti cikk szerkesztőit annak laptörténete sorolja fel. Ez a jelzés csupán a megfogalmazás eredetét és a szerzői jogokat jelzi, nem szolgál a cikkben szereplő információk forrásmegjelöléseként.